# Petar Muličkovski
Petar Muličkovski (v makedonštině Петар Муличковски; 2. března 1929 Prilep – 8. srpna 2022 Skopje) byl severomakedonský architekt, který se podílel na obnově města Skopje po ničivém zemětřesení.
Muličskovski se narodil dne 2. března 1929 v Prilepu, kde vyšel základní a vystudoval střední školu. Maturoval v roce 1948. Architekturu vystudoval na technické fakultě Univerzity v Lublani mezi lety 1949 a 1957, kde byl jeho profesorem Edvard Ravnikar. V roce 1959 se stal asistentem na technické fakultě ve Skopje, roku 1967 získal doktorát a od roku 1978 působil ve Skopje na univerzitě jako profesor.
Mezi objekty, které navrhl patří budova společensko-politických organizací (dnes budova Vlády republiky Makedonie), která byla realizována v duchu brutalismu. Dále je autorem budovy národní a univerzitní knihovny Klimenta Ochridského, která vznikla na druhém břehu řeky Vardaru.